# TES-Typ
Der TES-Typ (abgeleitet von Tanker, Eastern, Steam) war ein Serien-Tankschiffstyp, der während des Zweiten Weltkriegs auf britischen Werften gebaut wurde. Die Einheiten zählen zur Gruppe der Empire-Schiffe.

## Beschreibung
Die Serie wurde im Auftrag des Ministry of War Transport (MOWT) gebaut, um für den Dienst beim South East Asia Command (S.E.A.C.) in Fernost eingesetzt zu werden. Der Entwurf der TES-Standardtanker mit einer Länge von rund 61 Metern, einer Tragfähigkeit von rund 900 Tonnen, etwas vor mittschiffs angeordneten Aufbauten und achtern gelegenem Maschinenraum glich zeitgenössischen Tankschiffen. Die Ladetanks bildeten im Schiffsrumpf einen sogenannten Trunk, einen von der Back unter dem Deckshaus durchgezogenen und bis zur erhöhten Poop reichenden deutlich über das Hauptdeck hinausreichende Erhöhung. Als Antriebsanlage diente jeweils eine Dreifachexpansions-Dampfmaschine. Alle Einheiten wurden 1945/46 abgeliefert und erhielten zweiteilige Namen mit Empire und einem angehängten Begriff, der mit der Vorsilbe Tes begann. Die Bauserie von insgesamt 7 Einheiten wurde von den Werften Bartram & Sons in Sunderland, Swan Hunter in Wallsend und Harland & Wolff in Glasgow durchgeführt. Weitere vier Schiffe des Typs waren 1946 bestellt oder befanden sich im Bau, wurden aber storniert.

## Die Schiffe
| TES-Typ         | TES-Typ            | TES-Typ     | TES-Typ                    |
| Bauname         | Bauwerft/Baunummer | Ablieferung | Spätere Namen und Verbleib |
| --------------- | ------------------ | ----------- | -------------------------- |
| Empire Tescombe | H&W/-              | -           | -                          |
| Empire Tesland  | H&W/-              | -           | -                          |
| Empire Tesbury  | Bartram’s/-        | -           | -                          |
| Empire Tesdale  | Swan Hunter/-      | -           | -                          |
| Empire Tesella  | H&W/-              | -           | -                          |
| Empire Teslin   | Swan Hunter/-      | -           | -                          |
| Empire Tesville | Bartram’s/-        | -           | -                          |
| Empire Tesgate  | Bartram’s/-        | -           | Bau storniert              |
| Empire Tesrock  | Bartram’s/-        | -           | Bau storniert              |
| Empire Test     | -/-                | -           | Bau storniert              |
| Empire Tesgrove | H&W/-              | -           | Bau storniert              |
| Daten:          |                    |             |                            |